# مقاطعة لينكن (أركنساس)
مقاطعة لينكن (بالإنجليزية: Lincoln County)‏ هي إحدى مقاطعات ولاية أركنساس في الولايات المتحدة الأمريكية.
مقاطعة لينكولن في ولاية أركنساس تُعتبر واحدة من الأماكن التاريخية والثقافية البارزة في الولاية، حيث تتميز بتنوعها الطبيعي وتاريخها العميق الذي يمتد لعدة قرون. تأسست هذه المقاطعة رسميًا في العام 1871، وتمتاز بمناظرها الطبيعية الخلابة وثقافتها الغنية. دعنا نلقي نظرة عميقة على مقاطعة لينكولن في ولاية أركنساس ونستكشف تفاصيلها المثيرة.